# Litteraturåret 2015

## Årets händelser
- 9–19 september – Internationella litteraturfestivalen i Berlin (15. ilb)
- 14–18 oktober – Bokmässan i Frankfurt

## Priser och utmärkelser
- Nobelpriset i litteratur – Svetlana Aleksijevitj, Vitryssland.[1]
- Augustpriset
  - Skönlitterär bok: Jonas Hassen Khemiri för Allt jag inte minns (Bonniers)
  - Fackbok: Karin Bojs för Min europeiska familj. De senaste 54 000 åren (Bonniers)
  - Barn- och ungdomsbok: Jessica Schiefauer för När hundarna kommer (Bonnier Carlsen)
- Aftonbladets litteraturpris – Jila Mossaed
- Albert Bonniers 100-årsminne – Hans-Jacob Nilsson och Maria Ortman
- Albert Bonniers stipendiefond för yngre och nyare författare – Anna Hedlin, Gertrud Hellbrand och Peter Normark
- Alf Henrikson-priset – Mats Holmberg och Håkan Ljung
- Aniarapriset – Sara Stridsberg
- Aspenströmpriset – Marie Lundquist
- Astrid Lindgren-priset – Mårten Sandén
- Axel Hirschs pris – Håkan Håkansson och Jonas Jonson
- Barnens romanpris – Marie-Chantal Long för Den blomstertid nu kommer
- Bellmanpriset – Barbro Lindgren
- Borås Tidnings debutantpris – Maxim Grigoriev för Städer
- Carl von Linné-plaketten – John och Hanna Hallmén för Minimonster i naturen
- Cikada-priset – Ý Nhi, Vietnam
- Dan Andersson-priset – Björn Hedén och Marketta Franssila
- De Nios Stora Pris – Sara Stridsberg
- De Nios Vinterpris – Peter Cornell, Anna-Karin Palm och Jerker Virdborg
- Delblancpriset – Niklas Rådström
- Det svenska Ibsensällskapets Ibsenpris – Klas Abrahamsson
- Disapriset – Sara Danius
- Doblougska priset – Peter Cornell och Ylva Eggehorn, Sverige samt Kjersti Annesdatter Skomsvold och Ole Robert Sunde, Norge
- Elsa Thulins översättarpris – Viveca Melander
- Emilpriset – Johan Bernander
- Eric och Ingrid Lilliehööks stipendium – Carina Burman
- Erik Lindegren-priset – Ida Börjel
- Expressens Heffaklump – Frida Nilsson för boken Ishavspirater[2]
- Ferlinpriset – Magnus William-Olsson
- Georg Büchner-priset (Tyskland) – Rainald Goetz, Tyskland
- Gerard Bonniers pris – Lars Svensson
- Gerard Bonniers essäpris – Sara Danius
- Gerard Bonniers lyrikpris – Ida Börjel för Ma
- Goncourtpriset (Frankrike) – Mathias Énard för Boussole
- Gulliverpriset – Ylva Mårtens
- Gun och Olof Engqvists stipendium – Per Landin
- Gustaf Fröding-sällskapets lyrikpris – Erik Bergqvist
- Göteborgs Stads författarstipendium – Anna Fock och Christin Ljungqvist
- Göteborgs Stads litteraturpris – Stina Otterberg för Älska, dricka, sjunga, leva, dö och Pooneh Rohi för Araben
- Havmannpriset – Siri Pettersen för Evna
- Hedenvind-plaketten – Vibeke Olsson
- Henning Mankell-stipendiet – Paula Stenström Öhman
- Holger Drachmann-legatet – Pia Juul
- Ivar Lo-priset – Majgull Axelsson
- Johan Hansson-priset – Roland Paulsen för hans bok Vi bara lyder – en berättelse om Arbetsförmedlingen
- Johan Lundblads pris – Anders Cullhed
- John Landquists pris – Lars Kleberg
- Jolopriset – Katrine Marçal
- Kallebergerstipendiet – Jonas Modig
- Karin Boyes litterära pris – Tom Malmquist
- Karl Vennbergs pris – Bengt Ohlsson
- Katapultpriset – Agnes Gerner för Skall
- Kellgrenpriset – Cecilia Lindqvist
- Kulla-Gulla-priset – Helen Asklund, Birgitta Theander och Lydia Wistisen (forskarstipendium)
- Lengertz litteraturpris – Alexandra von Schwerin för Den dolda kvinnomakten – 500 år på Skarhults slott
- Litteraturpriset till Astrid Lindgrens minne – Praesa, Sydafrika
- Lotten von Kræmers pris – Håkan Håkansson och Lena Kåreland
- Ludvig Nordström-priset – Po Tidholm
- Lydia och Herman Erikssons stipendium – Erik Bergqvist
- Man Booker International Prize – László Krasznahorkai, Ungern
- Man Booker Prize – Marlon James, Jamaica, för A Brief History of Seven Killings
- Mare Kandre-priset – Helena Österlund
- Moa-priset – Agneta Pleijel
- Nils Holgersson-plaketten – Camilla Lagerqvist för Uppdraget
- Nordiska rådets litteraturpris – Jon Fosse för trilogin Andvake, Olavs draumar och Kveldsvævd
- Nordiska rådets pris för barn- och ungdomslitteratur – Jakob Wegelius (Sverige) för Mördarens apa
- Norrlands litteraturpris – Ida Linde och Lina Stoltz
- P.O. Enquists pris – Karolina Ramqvist för Den vita staden
- Peter Pan-priset – Chih-Yuan Chen för Guji Guji
- Pi-priset – Göran Frankel för Den själfulla zombien – vetenskapens paradoxala människobild
- Pulitzerpriset för skönlitteratur – Anthony Doerr för Ljuset vi inte ser (All the Light We Cannot See)
- Pär Lagerkvistpriset – Lars Andersson
- Rivertonpriset – Kjell Ola Dahl för romanen Kureren
- Samfundet De Nios Särskilda pris – Björn Berglund och Lars Ahlbom
- Schückska priset – Paula Henrikson
- Selmapriset – Conny Palmkvist för De flyende skyldiga
- Signe Ekblad-Eldhs pris – Elsie Johansson
- Snöbollen – Johanna Hellgren och Tove Pierrou för Småkrypsboll
- Sorescupriset – Helena Eriksson
- Spårhunden – Jessica Schiefauer för När hundarna kommer
- Stiftelsen Natur & Kulturs översättarpris – Ingrid Börge och Morgan Nilsson
- Stiftelsen Selma Lagerlöfs litteraturpris – Stewe Claeson
- Stig Dagermanpriset – Susanne Osten
- Stina Aronsons pris – Kerstin Strandberg
- Stipendium till Harry Martinsons minne – Kjell Johansson
- Stipendium ur Gerard Bonniers donationsfond – Tomas Bannerhed och Tove Folkesson
- Stipendium ur Lena Vendelfelts minnesfond – Ola Nilsson
- Stora fackbokspriset – Fredric Bedoire för Den svenska arkitekturens historia
- Studieförbundet Vuxenskolans författarpris – Tove Folkesson
- Svenska Akademiens essäpris – Fredrik Sjöberg
- Svenska Akademiens nordiska pris – Thomas Bredsdorff, Danmark
- Svenska Akademiens tolkningspris – Maiping Chen
- Svenska Akademiens översättarpris – Marika Gedin
- Svenska Dagbladets litteraturpris – Ola Nilsson för Isidor och Paula
- Svenska Deckarakademins debutantdiplom – Sara Lövestam för Sanning med modifikation
- Svenska Deckarakademins pris för Bästa svenska kriminalroman – Anders de la Motte för Ultimatum
- Sveriges Radios Lyrikpris – Jörgen Lind för Vita kommun
- Sveriges Radios Novellpris – Johanna Nilsson för 84 kilo nåd
- Sveriges Radios Romanpris – Lotta Lundberg för Timme noll
- Søren Gyldendal-priset – Søren Ulrik Thomsen
- TCO:s litteraturpris – Anna Vnuk och Maximilien van Aertryck
- Tegnérpriset – Peter Luthersson
- Thomas Mann-priset (Tyskland) – Lars Gustafsson
- Tidningen Vi:s litteraturpris – Staffan Malmberg för Gardet
- Tollanderska priset – Birgitta Boucht
- Tucholskypriset – Arkadij Babtjenko, Ryssland
- Tyska bokpriset (Deutscher Buchpreis) – Frank Witzel för Die Erfindung der Roten Armee Fraktion durch einen manisch-depressiven Teenager im Sommer 1969
- Värmlandslitteraturs debutantstipendium – Sten Jansson för romanen Anders + Lisa
- Zibetska priset – Hans Helander
- Årets författare (SKTF) – Jonas Hassen Khemiri
- Årets Pandabok – Brutus Östling
- Årets värmlandsförfattare – Ninni Schulman
- Övralidspriset – Bruno K. Öijer

## Årets böcker

### A – G
- Akutbjällran av Karin Brunk Holmqvist
- All inclusive av Hans Gunnarsson
- Alla kan se dig av Anna Jansson
- Allt jag inte minns av Jonas Hassen Khemiri
- Anropa av Malin Axelsson
- April i Anhörigsverige av Susanna Alakoski
- Atomer av Sofia Nordin
- Att hitta glädje i skrivandet av Kim Kimselius
- Att vara jag av Anna Höglund
- Bara de riktiga orden av Erik Wijk
- Befriad av Jörgen Hjerdt
- Bellman på spökjakt av Peter Gissy
- Bert och familjefejden av Anders Jacobsson och Sören Olsson
- Berör mig inte, berör mig av Inger Alfvén
- Blandade röster är de bästa rösterna av Björner Torsson
- Bli som folk av Stina Stoor
- Bombmakaren och hans kvinna av Leif G.W. Persson
- Bonsaikatt av Viktor Johansson
- The Buried Giant av Kazuo Ishiguro
- Bära barnet hem av Cilla Naumann
- Bärnstenskyssen av Örjan Gerhardsson
- Dans i regnet av Gull Åkerblom
- De användbara av Mattias Hagberg
- De odödliga av Lars Jakobson
- De oroliga av Linn Ullmann
- De våra, en kriminalistisk roman av Lars Andersson
- Den stökiga psykiatrin av P.C. Jersild
- Den vita fläcken av Peter Handberg
- Den vita staden av Karolina Ramqvist
- Den sårade divan – om psykets estetik (och om Agnes von K, Sigrid H och Nelly S) av Karin Johannisson
- Det grönare djupet av Johanna Nilsson
- Det här är hjärtat av Bodil Malmsten
- Det sista fallet? av Ulf Nilsson
- Demoner i Stadshuset av Martin Olczak
- The Disappeared av Roger Scruton
- Dit ljuset inte når av Annika Thor
- Doktor Wassers recept av Lars Gustafsson
- Drömmen om Ester av Anna Jörgensdotter
- Dubbelgångare av Astrid Trotzig
- Då var allt levande och lustigt av Kerstin Ekman
- Där går han 2 (1970–1990) av Ernst Brunner
- Efter ekot av Olivia Bergdahl
- Ekeby trafikförening av Jesper Svenbro
- Eldjägarna av Mons Kallentoft
- Elva dagar i Berlin av Håkan Nesser
- En eller annan väg av Sara Paborn
- En morgon vid havet – inandning, utandning av Claes Andersson
- En näve grus av Lena Katarina Swanberg och Louise Hoffsten
- Die Erfindung der Roten Armee Fraktion durch einen manisch-depressiven Teenager im Sommer 1969 av Frank Witzel
- Ett par från Stjärnfallsvägen av Kerstin Strandberg
- Evighetsbarnen av Beate Grimsrud
- Fakta – tre pjäser av Alejandro Leiva Wenger
- Fegast i hela världen av Gull Åkerblom
- Finders Keepers av Stephen King
- The First Bad Man av Miranda July
- Flicka försvunnen av Sara Lövestam
- Flickan med silverskorna av Alice Kassius Eggers
- Flickornas historia. Världen av Kristina Lindström och Anna-Clara Tidholm
- Fragment av Lars Norén
- Från Bysans till Bush: Valda essäer 1963–2010 av Johannes Salminen
- Från vinter till vinter av Gunnar Harding
- Fågelgrannar av Staffan Ulfstrand
- Fälla av Pernilla Berglund
- Färöarna – ett annorlunda mål av Bernt-Olov Andersson
- Förresten gör folk så märkliga saker nuförtiden av Åsa Foster
- Förtvivlade läsningar av Elisabeth Hjorth
- Gardet av Staffan Malmberg
- Generation 55+ av Mats Berggren
- Gestaltlagarna av Jonas Brun
- The Girl on the Train av Paula Hawkins
- God Help the Child av Toni Morrison
- God natt, Ers Majestät av Villemo Linngård Oksanen
- Gud har för mycket tid av Martin Luuk
- Göra män av Mats Söderlund

### H – N
- H av Åsa Nilsonne
- Hackers av Aase Berg
- Hamn för rebeller och änkenåder av Ylva Eggehorn
- Handbok att bära till en dräkt av Catharina Gripenberg
- The Heart Goes Last av Margaret Atwood
- Hemåt över isen av Gunilla Linn Persson
- Huset mittemot av Alex Haridi
- Höga berg, djupa dalar av Cecilia Davidsson och Helena Davidsson Neppelberg
- I botten av glaset ett hjärta av Jens Ganman
- I starens tid av Tomas Bannerhed
- I varje ögonblick är vi fortfarande vid liv av Tom Malmquist
- Idiot Verse av Keaton Henson
- Indialänderna Erik Andersson
- Indianlekar av Felicia Stenroth
- Instruktioner för överlevnad av Stewe Claeson
- Inte är vind av Erik Bergqvist
- Isidor och Paula av Ola Nilsson
- Jag hämtar nappen av Pija Lindenbaum
- Jag vill att mina barn ska tillhöra av Sara Hallström
- Jag är en tjuv, en berättelse av Jonas Karlsson
- Die Jahre im Zoo. Ein Kaleidoskop av Durs Grünbein
- Jungfrukällorna av Carolina Thorell
- Kan du inte säga något snällt i stället av Per Landin
- Klickokratin, mediekrisens första offer är sanningen av Ulrika Kärnborg
- Kom sol! av Karin Ahlin
- Konspirationsteorierna och verkligheten av Erik Åsard
- Kråkan säger inte! – lilla boken om Mamma Mu av Jujja Wieslander
- Lars Molin – mitt i berättelsen, biografi av Gunilla Jensen
- Leon av Mons Kallentoft och Markus Lutteman
- Lidande och läkedom av Nils Uddenberg
- Linjen av Elise Karlsson
- Livet enligt Dunne av Rose Lagercrantz
- Lollo av Linna Johansson
- Lys med apan av Linus Gårdfeldt
- Magisterlekarna – Sodomitisk melodram av Kristofer Folkhammar
- Mamma Mu och Kråkan leker av Jujja Wieslander
- Mannen från Suez av Wilhelm Agrell
- Marie-Louise av Kerstin Norborg
- Marie-Louise Ekmans två liv av Klas Gustafson
- Mary av Aris Fioretos
- Masja av Carola Hansson
- Meg, meg, meg av Kjersti Annesdatter Skomsvold
- Mellanblad av Per Wästberg
- Min europeiska familj: De senaste 54 000 åren av Karin Bojs
- Monstret i mig av Johan Tralau
- Mot fyren av Linda Skugge och Sigrid Tollgård
- Människoätarens skugga av Per Odensten
- Mästare, Väktare, Lögnare, Vän av Christoffer Carlsson
- Nalle Brunos sommar av Gunilla Ingves
- Natt öfver Upsala av Mohamed Omar
- Night Music: Nocturnes 2, novellsamling av John Connolly
- Nya Londinium av Gabriella Håkansson
- När jag luffade hemlös med mina ready mades av Linda Hedendahl
- Nästan som Zlatan av Johanna Nilsson

### O – U
- Oloflig beblandelse av Anita Salomonsson
- Oscar Levertins vänner av Martina Montelius
- Okändhetens följeslagare: Med frågan som drivkraft och mysteriet som färdmål av Mikael Enckell
- Per Wästbergs Stockholm av Per Wästberg
- Percy Jackson's Greek Heroes av Rick Riordan
- Poeten i glasburen av Johanna Nilsson
- Purity av Jonathan Franzen
- Randfenomen av Åsa Maria Kraft
- Refug, dikter och prosadikter av Kurt Högnäs
- Ringar på svart vatten av Gull Åkerblom
- Rosariet, det marina av Maria Küchen
- Rosita Bitter av Rolf Carlsson
- Rules for a Knight av Ethan Hawke
- Rörelsen, den andra platsen av John Ajvide Lindqvist
- Sanning med modifikation av Sara Lövestam
- Sapiens, en kort historik över mänskligheten av Yuval Noah Harari
- Satin Island av Tom McCarthy
- Serenader två av Peter Kihlgård
- Seveneves av Neal Stephenson
- Skyddsrummet Luxgatan av Jerker Virdborg
- Skymningsflickan av Katarina Wennstam
- Slingorna & undergången : Att bli ved III av Fredrik Nyberg
- Snor av Bengt-Erik Engholm
- Solkattens år av Merete Mazzarella
- Som om jag vore fantastisk av Sofia Nordin
- A Song of Shadows av John Connolly
- A Spool of Blue Thread av Anne Tyler
- Språnget ut i friheten – om ögonblicket då konsten blir revolutionär av Birgitta Holm
- Spådomen : En flickas memoarer av Agneta Pleijel
- Staden på andra sidan – Kompassen av Kim Kimselius
- Stenänglar av Kristina Ohlsson
- Stridens skönhet och sorg 1915 – första världskrigets andra år i 108 korta kapitel av Peter Englund
- Stridens skönhet och sorg 1916 – första världskrigets tredje år i 106 korta kapitel av Peter Englund
- Städer som inte är städer av Leif Holmstrand
- "Städerna som minns Joe Hill" av Göran Greider
- Ställ ut en väktare av Harper Lee
- Svenska gummistövlar av Henning Mankell
- Sveriges Pompeji – Sandby borgs öde av Kim Kimselius
- The Sword of Summer av Rick Riordan
- Sånger och formler av Katarina Frostenson
- Söndagarna av Maria Küchen
- To My Love av Karin Aspenström
- TudorRosen – Kampen om makten av Kim Kimselius
- Två år, åtta månader och tjugoåtta nätter av Salman Rushdie
- Upplysning i det 21:a århundradet, tro och vetande 3.0 av Christer Sturmark

### V – Ö
- Vernon Subutex av Virginie Despentes
- Vina Vina springer fortare än flugan av Jujja Wieslander
- Vina Vinas vinter av Jujja Wieslander
- Vintersagan Sverige av Göran Palm
- Vita kommun av Jörgen Lind
- Voices in the Night av Steven Millhauser
- Vredens dag av Magnus Alkarp
- Västmanland av Sven Olov Karlsson
- Zorn i Amerika av Hans Henrik Brummer
- Äskil äter träd av Åsa Lind

## Nya översättningar
- Metamorfoser av Ovidius i översättning av Ingvar Björkeson (Natur & Kultur)
- Villette (1853) av Charlotte Brontë i översättning av Per Ove Ehrling och Anna-Karin Malmström Ehrling (Modernista)

## Avlidna
- 4 januari – Edmund Wnuk-Lipiński, 70, polsk sociolog och science fiction-författare.
- 6 januari – Gene Kemp, 88, brittisk barnboksförfattare.
- 7 januari – Tadeusz Konwicki, 88, polsk författare och filmregissör.
- 8 januari – Elsi Rydsjö, 94, svensk författare.
- 10 januari – Robert Stone, 77, amerikansk författare.
- 11 januari – Astrid Bergman Sucksdorff, 87, svensk fotograf och författare.
- 22 januari – Inger Skote, 81, svensk barnboksförfattare.
- 27 januari – Suzette Haden Elgin, 78, amerikansk lingvist och science fiction-författare.
- 27 januari – Lambert Sunesson, 96, svensk författare och socionom.
- 29 januari – Colleen McCullough, 77, australisk författare (Törnfåglarna).
- 3 februari – Stella Parland, 40, finlandssvensk författare och teaterrecensent.
- 4 februari – Siv Arb, 83, svensk författare, översättare, litteraturkritiker och bildmakare.
- 6 februari – André Brink, 79, sydafrikansk författare.
- 6 februari – Assia Djebar, 78, algerisk-fransk författare, översättare och filmskapare.
- 12 februari – David Carr, 58, amerikansk kolumnist och författare.
- 13 februari – Arne Sundelin, 64, svensk litteraturkritiker och författare.
- 13 februari – Geneviève Dormann, 81, fransk romanförfattare och journalist.
- 19 februari – Talus Taylor, 82, amerikansk barnboksförfattare, skapare av Barbapapa.
- 28 februari – Yaşar Kemal, 91, kurdisk-turkisk författare.
- 2 mars – Francisco González Ledesma, 87, spansk författare och journalist.
- 10 mars - Ingegärd Martinell, 81, svensk översättare och författare.
- 12 mars – Terry Pratchett, 66, brittisk fantasyförfattare.
- 13 mars – Inge Eriksen, 79, dansk författare.
- 26 mars – Tomas Tranströmer, 83, svensk poet, översättare och nobelpristagare 2011.
- 29 mars – Helle Stangerup, 75, dansk författare.
- 4 april – Klaus Rifbjerg, 83, dansk författare.
- 8 april – Nan Inger Östman, 92, svensk författare.
- 13 april – Günter Grass, 87, tysk författare, konstnär och nobelpristagare 1999.
- 13 april – Eduardo Galeano, 74, uruguayansk författare, debattör och journalist.
- 15 april – Gunilla Wolde, 75, svensk barnboksförfattare, tecknare och illustratör.
- 20 april – Seita Vuorela, 44, finländsk författare och fotograf.
- 28 april – Marcia Brown, 96, amerikansk barnboksförfattare och illustratör.
- 2 maj – Ruth Rendell, 85, brittisk författare.
- 23 maj – Johannes Salminen, 89, åländsk författare och litteraturvetare.
- 24 maj – Tanith Lee, 67, brittisk fantasy- och science fiction-författare.
- 28 maj – Bertil Cavallin, 81, svensk författare och översättare.
- 6 juni – Ludvík Vaculík, 88, tjeckisk författare.
- 6 juni – Vincent Bugliosi, 80, amerikansk åklagare och författare.
- 15 juni – Linnéa Fjällstedt, 88, svensk författare.
- 21 juni – Veijo Meri, 86, finländsk författare.
- 22 juni – Gabriele Wohmann, 83, tysk författare.
- 1 juli – Jens S. Jensen, 69, svensk författare och fotograf.
- 12 juli – Chenjerai Hove, 59, zimbabwisk författare.
- 21 juli – E. L. Doctorow, 84, amerikansk författare.
- 25 juli – Dieter Kühn, 80, tysk författare.
- 26 juli – Ann Rule, 83, amerikansk deckarförfattare.
- 3 augusti – Robert Conquest, 98, brittisk historiker, poet och författare.
- 15 augusti – Rafael Chirbes, 66, spansk författare och litteraturkritiker.
- 30 augusti – Oliver Sacks, 82, brittisk-amerikansk författare och neurolog.
- 4 september – Henrik Cederlöf, 93, finlandssvensk litteraturhistoriker, skolledare och författare.
- 9 september – Jørgen Sonne, 89, dansk författare och översättare.
- 19 september – Jackie Collins, brittisk författare och skådespelare.
- 30 september – Göran Hägg, 68, svensk författare och litteraturvetare.
- 2 oktober – Brian Friel, 86, nordirländsk författare.
- 5 oktober – Henning Mankell, 67, svensk författare.
- 5 oktober – Jos Vandeloo, 90, belgisk poet.
- 25 november – Lennart Hellsing, 96, svensk författare och översättare.
- 20 december – Alain Jouffroy, 87, fransk författare, poet och konstnär.

### Fotnoter
1. ↑  ”The Nobel Prize in Literature 2015” (på engelska). Nobelpriset. 15 mars 2015. http://www.nobelprize.org/nobel_prizes/literature/laureates/2015/. Läst 5 januari 2016.
2. ↑  ”Frida Nilsson får Heffaklumpen”. Expressen. http://www.expressen.se/kultur/toppnyheter-/lovande-forfattarskap-taget-till-en-ny-niva/. Läst 2 februari 2016.